# Beach Buggy
Beach Buggy war ein Schweizer Hersteller von Automobilen.

## Unternehmensgeschichte
Alois Barmettler gründete 1962 in Buochs das Unternehmen und begann mit der Produktion von Automobilen. Der Markenname lautete Beach Buggy. 1966 endete die Produktion. Später gründete Barmettler die Firma Alois Barmettler.

## Fahrzeuge
Barmettler produzierte nach einer Lizenz der Competition Components Inc. Bei den Fahrzeugen handelte es sich um Buggys. Dazu wurden offene Karosserien auf verkürzte Fahrgestelle vom VW Käfer montiert. Für den Antrieb sorgten Vierzylinder-Boxermotoren von Volkswagen.